# Suối Đầm Dài
Suối Đầm Dài là một con suối đổ ra Sông Hồng. Suối có chiều dài 25 km và diện tích lưu vực là 105 km². Suối Đầm Dài chảy qua các tỉnh Phú Thọ, Hà Nội .

## Dòng chảy
Bản "Danh mục lưu vực sông liên tỉnh" ghi tên là "Phụ lưu số 64 (Suối Đàm Dài)", và là lỗi hạng nặng trong biên tập văn bản quy chuẩn , vì ranh giới Hà Nội và Phú Thọ là các sông lớn. Trong các bản đồ tỷ lệ 1:50.000 và trong "Danh mục địa danh... tỉnh Phú Thọ"  không có đối tượng có tên "Đàm Dài" hoặc "Đầm Dài".